# Diplazon scutatorius
Diplazon scutatorius is een insect dat behoort tot de orde vliesvleugeligen (Hymenoptera) en de familie van de gewone sluipwespen (Ichneumonidae). De wetenschappelijke naam van de soort werd voor het eerst geldig gepubliceerd door Herman Teunissen in 1943. De soort werd in 1942 ontdekt in Venlo.